# Pachygrontha compacta
Pachygrontha compacta är en insektsart som beskrevs av William Lucas Distant 1893. Pachygrontha compacta ingår i släktet Pachygrontha och familjen Pachygronthidae. Inga underarter finns listade i Catalogue of Life.